# ترکی اسکرچ (آرکانزاس)
ترکی اسکرچ، آرکانزاس (به انگلیسی: Turkey Scratch, Arkansas) یک منطقهٔ مسکونی در ایالات متحده آمریکا است که در آرکانزاس واقع شده‌است.

## خصوصیات
ترکی اسکرچ ۵۶٫۰۸ متر بالاتر از سطح دریا واقع شده‌است.